# Żeglarstwo na Letnich Igrzyskach Olimpijskich 1988
Zawody zostały przeprowadzone w ośmiu konkurencjach. Mężczyźni rywalizowali w klasie 470 i w klasie Lechner (windsurfing), panie rywalizowały w klasie 470. Pozostałe pięć konkurencji zostało rozegranych w formule open. Zawody zostały rozegrane między 20 a 27 września 1988 roku. W zawodach wystartowało 375 zawodników (331 mężczyzn oraz 44 kobiety) z 60 krajów.

## Wyniki zawodów

### Klasa 470
| Złoto                                            | Punktacja | Srebro                                          | Punktacja | Brąz                                          | Punktacja |
| Stany Zjednoczone · Allison Jolly · Lynne Jewell | 26,7      | Szwecja · Birgitta Bengtsson · Marit Söderström | 40,0      | ZSRR · Iryna Czunichowska · Łarysa Moskalenko | 45,4      |

### Mężczyźni

#### Lechner A-390
| Złoto                         | Punktacja | Srebro                            | Punktacja | Brąz                              | Punktacja |
| Nowa Zelandia · Bruce Kendall | 35,4      | Antyle Holenderskie · Jan Boersma | 42,7      | Stany Zjednoczone · Mike Gebhardt | 48,0      |

#### Klasa 470
| Złoto                                   | Punktacja | Srebro                               | Punktacja | Brąz                                             | Punktacja |
| Francja · Luc Pillot · Thierry Péponnet | 34,7      | ZSRR · Toomas Tõniste · Tõnu Tõniste | 46,0      | Stany Zjednoczone · John Shadden · Charlie McKee | 51,0      |

### Open

#### Finn
| Złoto                         | Punktacja | Srebro                                                | Punktacja | Brąz                        | Punktacja |
| Hiszpania · José Luis Doreste | 38,1      | Wyspy Dziewicze Stanów Zjednoczonych · Peter Holmberg | 40,4      | Nowa Zelandia · John Cutler | 45,0      |

#### Klasa Tornado
| Złoto                                          | Punktacja | Srebro                                    | Punktacja | Brąz                                   | Punktacja |
| Francja · Jean-Yves le Déroff · Nicolas Hénard | 16,0      | Nowa Zelandia · Chris Timms · Rex Sellers | 35,4      | Brazylia · Clinio Freitas · Lars Grael | 40,1      |

#### Latający Holender
| Złoto                                             | Punktacja | Srebro                                      | Punktacja | Brąz                                    | Punktacja |
| Dania · Christian Grønborg · Jørgen Bojsen-Møller | 31,4      | Norwegia · Erik Bjørkum · Ole Petter Pollen | 37,4      | Kanada · Frank McLaughlin · John Millen | 48,4      |

#### Klasa Soling
| Złoto                                              | Punktacja | Srebro                                                                 | Punktacja | Brąz                                               | Punktacja |
| NRD · Bernd Jäkel · Jochen Schümann · Thomas Flach | 11,7      | Stany Zjednoczone · John Kostecki · Robert Billingham · William Baylis | 14,0      | Dania · Jan Mathiasen · Jesper Bank · Steen Secher | 52,7      |

#### Klasa Star
| Złoto                                        | Punktacja | Srebro                                            | Punktacja | Brąz                                    | Punktacja |
| Wielka Brytania · Mike McIntyre · Bryn Vaile | 45,7      | Stany Zjednoczone · Harold Haenel · Mark Reynolds | 48,0      | Brazylia · Nelson Falcão · Torben Grael | 50,0      |

## Kraje uczestniczące
W zawodach wzięło udział 375 zawodników z 60 krajów.
| - Antigua i Barbuda (1) - Antyle Holenderskie (1) - Argentyna (11) - Australia (13) - Austria (8) - Bahamy (2) - Barbados (4) - Bermudy (2) - Brazylia (16) - Brytyjskie Wyspy Dziewicze (1) - Chile (3) - Chiny (5) - Cypr (2) - Dania (14) - Dżibuti (1) | - Fidżi (5) - Filipiny (2) - Finlandia (5) - Francja (13) - Grecja (8) - Guam (2) - Hiszpania (17) - Holandia (12) - Hongkong (4) - Indie (2) - Indonezja (2) - Irlandia (5) - Islandia (2) - Izrael (4) - Japonia (13) | - Jugosławia (1) - Kanada (15) - Katar (1) - Korea Południowa (10) - Malta(1) - Meksyk (4) - Monaco (2) - NRD (9) - Norwegia (7) - Nowa Zelandia (13) - Pakistan (2) - Papua-Nowa Gwinea (1) - Polska (2) - Portoryko (3) - Portugalia (3) | - RFN (15) - San Marino (1) - Singapur (2) - Stany Zjednoczone (15) - Szwajcaria (10) - Szwecja (15) - Tajlandia (1) - Turcja (2) - Urugwaj (5) - Węgry (3) - Wielka Brytania (15) - Włochy (15) - Wysypy Dziewicze Stanów Zjednoczonych (6) - Zimbabwe (1) - ZSRR (15) |

## Klasyfikacja medalowa
| Lp. | Państwo                              |   |   |   | Razem |
| --- | ------------------------------------ | - | - | - | ----- |
| 1.  | Francja                              | 2 | 0 | 0 | 2     |
| 2.  | Stany Zjednoczone                    | 1 | 2 | 2 | 5     |
| 3.  | Nowa Zelandia                        | 1 | 1 | 1 | 3     |
| 4.  | Dania                                | 1 | 0 | 1 | 2     |
| 5.  | Hiszpania                            | 1 | 0 | 0 | 0     |
| 5.  | NRD                                  | 1 | 0 | 0 | 1     |
| 5.  | Wielka Brytania                      | 1 | 0 | 0 | 1     |
| 8.  | ZSRR                                 | 0 | 1 | 1 | 2     |
| 9.  | Wyspy Dziewicze Stanów Zjednoczonych | 0 | 1 | 0 | 1     |
| 9.  | Norwegia                             | 0 | 1 | 0 | 0     |
| 9.  | Antyle Holenderskie                  | 0 | 1 | 0 | 1     |
| 9.  | Szwecja                              | 0 | 1 | 0 | 1     |
| 13. | Brazylia                             | 0 | 0 | 2 | 2     |
| 14. | Kanada                               | 0 | 0 | 1 | 1     |